# Граббе Павло Христофорович
Павло Христофорович Граббе (1789—1875) — граф, російський генерал, командувач Кавказької війни (з 1838). Член Союзу Благоденства, військовий отаман Донського козацького війська, член Державної Ради.

## Біографія

### Перші роки
Народився 2 грудня 1789 року в Кексгольмі на Ладозькому озері, де батько Павла Христофоровича в чині титулярного радника займав громадське місце, а до цього часу служив підпоручиком у Сибірському гренадерському полку. У чотирирічному віці Граббе був відвезений з Кексгольма в Санкт-Петербург, в будинок свого вітчима, інженер-генерала Степана Даниловича Мігуліна.
У 1794 році Граббе було призначено до Сухопутного шляхетського кадетського корпусу, де вже навчався Карл - старший брат Павла Христофоровича. За кілька років до випуску батьки Граббе переїхали на проживання до Петербургу, там вітчим Павла Христофоровича очолював виховний будинок. Ще до випуску з кадетського корпусу Павло Христофорович, після смерті свого вітчима, разом зі своїми братами і сестрами був представлений імператриці Марії Федорівні, яка перейнялася долею сиріт. Мати Граббе після смерті чоловіка впала в іпохондрію і померла в 1828 році у Могильові на Дніпрі.

### Під часФранко-російської війни 1812 р.
5 вересня 1805 року Граббе був зарахований підпоручиком артилерії у 2-й артилерійський полк, який було відправлено у похід в Моравію. Граббе був призначений у роту Чуйкевича, що входила у склад колони генерала Ессена, разом з якою Павло Христофорович зробив перехід по Угорщині. 14 грудня 1806 року Граббе вперше брав участь у битві під Голомином, під час якої ледь не потрапив у полон, втративши свого коня. 27 січня взяв участь у битві під Прейсіш-Ейлау, за яку отримав золотий хрест на шию; за битву під Голомином отримав 20 квітня 1808 р. Орден Святої Анни 3-го ступеня на шпагу. В наступному році Граббе, командуючи своєю ротою у Володимирському полку, брав участь у Гуттштадтській, Гейльсбергській битвах і під Фрідландом.
Після укладення Тільзитського миру Павло Христофорович був відпущений у Петербург, де він пробув до 1808 року, а потім перебував у російській армії в Польщі для охорони австрійського кордону (28 вересня 1808 р. проведений в поручики). У цей час Павло Христофорович жив у Кракові, був ад'ютантом генерала Єрмолова. У 1810 році Граббе, як відмінний офіцер, отримав від військового міністра Барклая-де-Толлі доручення, відповідно до якого перебував як військовий агент у Мюнхені у званні канцелярського чиновника при місії. Загалом виконував завдання до 1811 року, перебуваючи при російському посольстві в Баварії. Під час свого перебування за кордоном Граббе зав'язав зносини з відомими вченими того часу, в тому числі, з відомим вченим - бароном Шеллінгом, зносини з яким зберіг і згодом. У 1812 році Граббе був відряджений у Берлін, звідки, отримавши таємне доручення від берлінського посла барона Лівена, прибув у Петербург. Негайно  після приїзду Павло Христофорович отримав наказ вирушити у Вільно, де тоді була головна квартира військового міністра Барклая-де-Толлі, ад'ютантом якого він був призначений.
До початку відкритих боїв із французами Граббе був відряджений Барклаем-де-Толлі як парламентер у французьку армію з таємним дорученням довідатися про місце головної французької армії та її  чисельність. Це доручення було успішно виконане, причому Граббе особисто доповів Олександру I про результат своїх спостережень. У подальшому Граббе брав участь у битвах при Смоленську, а 6 серпня, коли становище частини російської армії було досить критичним через натиск французьких військ, Граббе відновив порядок, зібравши навколо себе велику кількість солдатів, вийшов з ними на дорогу, i рушив назустріч французькій арміі, прикривши таким чином відступ решти своїх вояків. За це згодом отримав Георгіївський хрест 4-го класу, та діамантові знаки до ордена св. Анни 2-го ступеня. Залишаючись ад'ютантом генерала Єрмолова, а пізніше -генерала Милорадовича, Граббе брав участь у всіх значних битвах Франко-російської війни, у тому числі, в битві під Вітебськом, при Бородіно (орден св. Анни 2-го ступеня, 22 вересня 1812 р.), Тарутине (орден св. Володимира 4-го ступеня з бантом, 25 лютого 1813 р.), Малоярославці (за цей бій був проведений в штабс-капітани), під Вязьмою і Красним. Під час відступу Наполеона Граббе був відряджений у партизанський загін Вальмодена, який чинив набіги на розкидані частини французької армії. У 1814 році Граббе брав участь у поході у Францію і 18 травня 1814 р. отримав чин капітана.

### Союз благоденства
Після повернення на батьківщину в 1815 році приїхав у Москву; 10 грудня 1816 р. Граббе отримав звання полковника і був призначений командиром Лубенського гусарського полку в Ярославлі. У той час відбулося знайомств Граббе з декабристами і його участь у Союзі порятунку. Будучи постійним відвідувачем зборів Союзу, Граббе був одним з найбільш гарячих прихильників ідей Союзу і негативно ставився до планів насильницького перевороту. Коли в 1818 році Товариство переробило свій статут («Зелену книгу») і змінило назву на Союз Благоденства, Граббе вступив у цей союз і долучився до з'їзду депутатів від різних відділів цього товариства, які зібрались у Москві у 1821 році. За «недотримання порядку військової служби» відсторонений від командування полком, однак, йому дозволено залишитися у Ярославлі; сам Граббе сприймав це як заслання. Після того, як з'їзд оголосив Союз знищеним, Граббе ухилився від активної участі в змові 14 грудня 1825 року.1825 року був заарештований у справі декабристів (до того часу служив у Сіверському кінно-єгерському полку), але не був засуджений верховним судом, хоча і провів 4 місяці в Динаминдській фортеці.

### Російсько-турецька війна
Перебуваючи деякий час у відставці, Граббе в 1827 р. був переведений в Дерптський кінно-єгерський полк і незабаром за тим в Новоросійський драгунський полк. З початком Турецької кампанії Граббе був призначений до складу військ, розташованих у Малій Валахії; тут, перебував на посаді начальника штабу і в той же час командуючи авангардом і кавалерією загону, брав участь у багатьох боях проти турків, за що був нагороджений чином генерал-майора (19 червня 1829 р., за успішний штурм Рахова), орденом св. Володимира 3-го ступеня (7 січня 1829 р., за битву при Буялешти), і золотою шаблею з алмазами і написом «За хоробрість» (3 квітня 1830 р., за бій біля Цибри). У цю кампанію, під час штурму укріпленого містечка Рахова, в Болгарії в 1829 році, командуючи мисливцями і одним єгерским батальйоном, Граббе першим переправився через Дунай, витіснив турків з передових позицій і зайняв цитадель, причому, незважаючи на кульове поранення в ногу, через кілька днів знову брав участь в бою з турецькою кавалеріею і не залишав військ до кінця кампанії.

### Польська війна
На початку 1830 року Граббе повернувся в Росію, пробув деякий час в Бессарабії. З початком повстання у Польщі генерал-майор Граббе 14 березня 1831 р. був призначений виконуючим обов'язки начальника штабу 1-го піхотного корпусу і брав участь у боях під Мінськом і Калушином, де був контужений в стегно і 16 вересня нагороджений орденом св. Анни 1-го ступеня, а також у штурмі Варшави; за битву при Остроленці 22 серпня 1831 р. отримав орден св. Георгія 3-го класу № 437.

### Кавказ
По закінченні військових дій в Польщі Граббе 6 грудня 1831 р. був призначений начальником 2-ї драгунської дивізії, 26 вересня 1834 р. удостоєний ордена св. Володимира 2-го ступеня. У 1835 році був звільнений для лікування хвороб на Кавказькі мінеральні води терміном на один рік. Від 18 квітня 1837 року - генерал-лейтенант, 18 квітня 1838 року призначений командувачем військами на Кавказькій лінії і в Чорноморській області. Коли у 1839 році на Кавказі розпочалися військові дії проти Шаміля, Павлу Христофоровичу був довірений загін війська, дислокованого у Північному Дагестані і Чечні, відомий під назвою Чеченського загону російської армії на Кавказі. Завдяки виключним умовам цієї війни, Чеченському загону вказана була тільки спільна мета дій; самі ж засоби для досягнення її, розподіл сил, вибір шляхів повинні були визначитися за обставинами та на розсуд Граббе. У розпорядженні очільника були всі військові засоби не тільки Кавказької лінії, але і Північного Дагестану, який тимчасово був підпорядкований йому у всьому, що стосувалося військових дій. Експедиція була розпланована самим Граббе. До 1 травня війська повинні були зібратися в призначених їм пунктах і почати дії. Головними опорними пунктами для Чеченського загону Граббе обрав фортеці Грозну і Внєзапную, з одного боку, і Темір-хан-Шуру, з іншого. Загальні сили, що були під командою Граббе, включали 10 батальйонів, 5 сотень козаків, 6 легких і 8 гірських гармат і 4 гармати козацької артилерії.
Спочатку вирішено було повернути в Чечню, щоб завдати поразки Ташав-Хаджі Ендиреевському, союзнику Шаміля, щоб потім рушити проти самого Шаміля. Виступ загону було призначено на 9 травня; перед виступом Граббе віддав загону наказ, у якому закликав солдатів до хоробрості, суворо наказав берегти жінок і дітей. Усі приготування до походу Граббе здійснював таємно і йому вдалося наблизитися до укріплення Ташав-Хаджі Ендиреевского Ахмет-Тага так раптово, що останній був захоплений серед глибокого сну. За наказом Граббе фортеця була спалена. Горяни з фортеці встигли сховатися, і незабаром зібрали з найближчих навколишніх жителів прихильників Шаміля. В той час, як горяни були приховані густотим лісом, передовий загін армії Граббе під управлінням полковника Лабинского був розташований на відкритій рівнині і піддавався безперервним нападам горців. Щоб вибити супротивника з позиції, Граббе рушив з головними силами для атаки з фронту, а всю кавалерію послав в обхід лісу. Ледь горяни помітили рух російських військ, як негайно зникли; військо Граббе розташувалося біля Балансу (найближче ічкеринське селище). На другий день, 11 травня, Граббе знову повів свій загін у землю ичкеринців; віддаючи вогню всі зустрічні аули, Граббе 12 травня зайняв селище Саясань, на березі річки Аксай, де були розташовані головні сили Ташав-Хаджі Ендиреевского, і завдав горцям другу поразку. Коли таким чином перша частина плану Граббе була вдало виконана, він наказав військам повернутися у фортецю Внєзапную, щоб звідти рушити проти Шаміля.

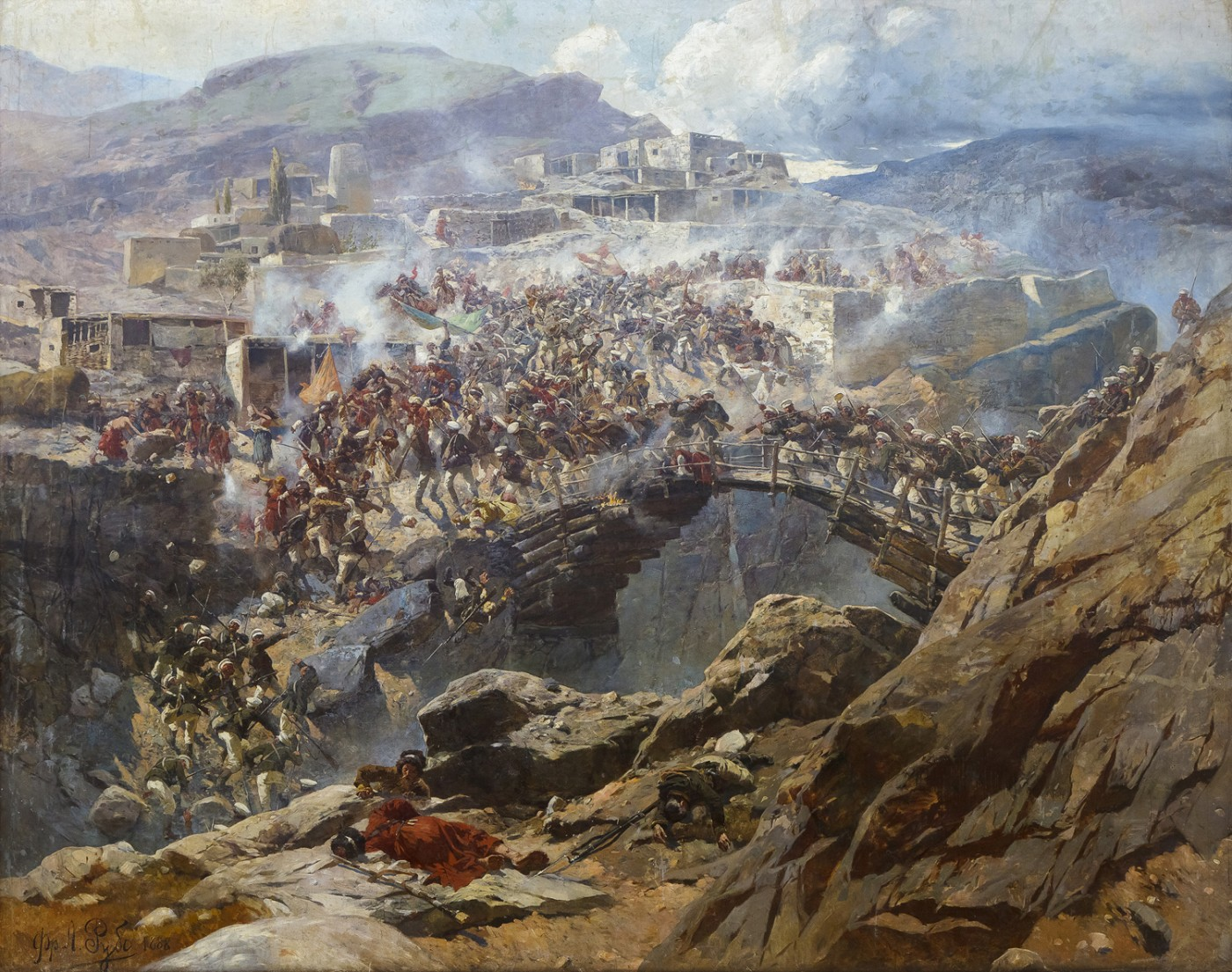
Ф. А. Рубо. «Штурм Ахульго»

Центром сил Шаміля був майже неприступний аул Ахульго, куди Граббе вирушив небезпечним шляхом, через землі ворожих гірських племен. Такий напрям військ Граббе вибрав для того, щоб нанести поразку не тільки Шамілю, але й усім гірським племенам на шляху до Ахульго. Завдяки тому, що Граббе обрав саме такий шлях, вдалося закінчити протистояння, інакше Шаміль, витіснений з Ахульго, міг би знайти підкріплення серед гірських племен, які Граббе прагнув обеззброїти. Перша битва на шляху до Ахульго - біля аулу Таренгуль, де була розташована неприступна фортеця горців Буртунай. На допомогу горцям прийшов Шаміль с 4-тисячним військом і зайняв зручну позицію на найвищих висотах. Розділивши свою армію на дві колони, Граббе оточив супротивника і  горці Шаміля відступили. Наступний бій відбувся біля фортеці Аргуань, де зібралися 16 тисяч горців, очолюваних Шамілем. Неприступне поселення було оточене з усіх боків, Граббе намагався витіснити звідти горців неперервним артилерійським вогнем, коли ж йому це не вдалося, він наказав солдатам підніматися на висоти одночасно з двох сторін. У відповідь горці вступили в рукопашний бій, який тривав безперервно увесь день 30 травня. Після того, як більша частина оборонців була вбита, фортецю було взято. В подальшому саме за цю військову кампанію генерал-лейтенант Граббе отримав звання генерал-ад’ютанта.
Граббе привів військо до фортеці Ахульго - твердині Шаміля. Блокада фортеці розпочалася 12 червня. Поселення Ахульго розташовувалось на двох скелях, розділених між собою ущелиною ріки Ашильти, обидві скелі разом утворювали півострів, оточений з трьох боків рікою Койсу. Війско Шаміля налічувало 4 тисячі осіб. Блокада фортеці затягнулась - сили Граббе не були сконцентровані навколо Ахульго, також не було можливості знайти доступ до фортеці. В той же час Ахтверди-Магома, союзник Шаміля, зайняв висоти над Ашильтою, поблизу Ахульго, щоб завадити війску Граббе вести блокаду. Діі проти двох лідерів Граббе, котрий неочікувано увірвався в укріплення, змусив їх відступити одночасно в кількох місцях. Потім Граббе повернувся до Ахульго, скерував частину свого війська проти Сурхаєвої вежі, у котрій перебували головні сили Шаміля. 4 червня була взята Сурхаєва вежа попри спротив муридів. 16 червня розпочався штурм; війська були поділені на 3 колони. Одна з них під керівництвом полковника барона Врангеля була призначена для штурму Нового Ахульго, друга, під командуванням полковника Попова, для атаки Старого Ахульго, третя колона, очолена майором Терасевичем, повинна була рухатися по руслу річки Ашильти в ущелину, між Старим и Новим Ахульго, щоб відволікти увагу горців. Всі три колони повинні були вирушити одночасно; після сильного вогню війско почало підйом на скелі, але не змогло встояти під натиском муридів, зазнавши значних втрат, тому спустилось у табір. Тоді Граббе вирішив побудувати міст через річку Койсу, щоб позбавити Шаміля річкового сполучення, і оточити фортецю з цієї недоступної до того часу сторони. 4 серпня міст добудували, фортецю відрізали від горців. Потім Граббе наказав саперам будувати галерею, щоб полегшити війську підйом на гори та спуск; будівництво йшло дуже повільно, через те що горці користувалися будь-якою нагодою, щоб зруйнувати її. 16 серпня Шаміль запропонував переговори, Граббе у відповідь вимагав, щоб Шаміль скорився російській владі і в знак покірності залишив у заручниках свого сина, після цього переговори були перервані. 17 серпня за наказом Граббе знову штурмували Ахульго; Шаміль підняв білий прапор, вислав свого сина Джемам-Еддина і почав з Граббе переговори про капітуляцію фортеці. Переговори тривали 4 дні (Шаміль не погоджувався на вимоги Граббе)і були зупинені, а вже 21 серпня був здійснений новий штурм. Муриди тримались протягом доби, потім залишили Новий Ахульго, заховались в печери Старого; на світанку 22 серпня Граббе наказав зайняти останній прихисток Шаміля, Старий Ахульго. Тут відбувся вражаючий бій - навіть жінки обороняли фортецю. По обіді фортецю було взято: не лишилось жодного горця, всі були або вбиті, або втекли. Серед втікачів був і сам Шаміль. За взяття Ахульго Граббе 5 вересня 1839 року був нагороджений орденом св. Олександра Невського, (пізніше, 5 березня 1842 р., за Чеченську експедицію 1841 року — діамантовими знаками до того ж ордену).
Після взяття Ахульго війська 31 серпня вирушили у поселення Гімри, а звідти - в Темір-хан-Шуру, де влаштували табір. Виснаження російських військ після штурму Ахульго пояснює подальші невдачі Граббе. Граббе вважав, що мета експедиції досягнута, тому вирішив розпустити загін, пройти з Дагестану на Кумикію через Чиркей и Салатау. Поселення Чиркей підтримувало Шаміля. Граббе наказав арештувати чиркейського старшину Джамала. Коли російське військо підступило до Чиркею, старшини поселення висловили свою покірність, але, як тільки війська підійшли до воріт поселення, горці з дахів атакували супротивника. Як покарання поселення повинне було бути повністю знищене. Атака Чиркея була не легкою завдяки річці Суллак, яка  оточувала поселення. Єдиний спосіб для атаки полягав у тому, щоб перейти через Суллак нижче, оскільки міст через річку був спалений. 10 вересня загін йшов до Міатлінської переправи, коли прибула депутація від чиркеївців, які виявили покірність Граббе. Граббе зупинив рух військ в Чиркей, призначив в Чиркей військового пристава, і вирушив у фортецю Внєзапну, куди увійшов 18 вересня. Результати експедиції Граббе були успішними, однак покірність гірських племен була вимушеною - вони лише чекали обставин, які  б сприяли поновленню боротьби. Загальне спостереження за усіма загонами було доручено Граббе. Після того, як черкеси і муриди Шаміля неочікувано напали на кілька російських фортець і фортів та цілком пограбували їх (причому Шамілю вдалося залучити всю Чечню і багато інших гірських племен Північного Кавказу) Граббе командирував генерала Галафєєва з більшим військом в Малу Чечню для ізоляції Шаміля. Коли ж експедиція Галафєєва закінчилася невдачею, лише переконавши горців в непереможності Шаміля, котрий в цей час встиг оволодіти всією Аварією, Граббе в жовтні 1840 року сам очолив загін генерала Галафєєва, приїхав у Грозну, відвів звідти війська через Чечню, знищуючи зустрічні аули, перейшов через Качкальковський хребет, прибув у Герзель-аул, де розпустив загін на зимові квартири. Цей рух не приніс особливої користі, горці не припинили  набіги, заволодівши навіть кількома російськими фортецями.

### Чеченська експедиція 1841 року
1841 року для дій на Кавказі був розроблений новий план підкорення, найскладніша частина якого була доручена чеченському загону під керівництвом Граббе. Шаміль, розбивши кілька військових поселень і війська супротивника, з’явилися на Хубарських висотах, у цей час Граббе виступив зі своїм загоном  з фортеці  Внєзапної, об’єднався з загоном генерала Головіна поблизу аула Іпчке, і 15 травня атакував укріплену позицію Шаміля на Хубарських висотах, заволодівши нею без значних втрат. Після цього Граббе вирушив у Чиркею - жителі, дізнавшись про поразку Шаміля, залишили поселення, яке одразу було зайняте російськими військами. 20 травня Граббе вирушив в Лух, переслідуючи Шаміля. Розоривши село Дилим, після кількох сутичок з горцями, Граббе повернув на північ i до кінця травня повернувся в Грозну. В кінці червня Граббе на чолі загону вирушив вгору по Аргуні до аулу Чах-Кері, де планував спорудити укріплення, але, ознайомившись з місцевістю, він визнав, що цей план нездійсненний;  тому Граббе перевів свій загін на Сунжу, де почав будувати укріплення біля Казак-Кичу і Закан-Юрта. Закінчивши роботи в жовтні, Граббе приєднав загін Нестерова і спробував здійснити нову експедицію в Малу Чечню, знищивши запаси жителів і руйнуючи вороже налаштовані аули. Першого листопада, після повернення в Герзель-аул, війська були розпущені на зимові квартири. Після розпуску російських військ Шаміль знову повернувся у Чечню, знайшов нових союзників, здійснив кілька вдалих набігів на російські фортеці і закріпив свій вплив у регіоні.

### Ічкеринська битва 1842 року
У 1842 році Граббе добився затвердження власного плану, який полягав у тому, щоб оволодіти резиденцією імама у Чечні — аулом Дарго, підірвати таким чином матеріальні ресурси Шаміля, і, разом з тим, покарати ічкерійців, на противагу першопочатковому плану, що предбачав рух на Гумбет.  Граббе наважився іти через Ічкерію, хоча сам до того часу висловлював переконання в небезпеці літньої експедиції у лісисту місцевість. Підготовка експедиції затягнулась до останніх чисел травня, чим скористався Шаміль, зібравши значні сили та доручивши керівництво ними одному з найкращих наїбів- Ахтверді-Магома. Попри несприятливі обставини, Граббе не відмовився від свого плану і залучив ще три батальйони з частиною артилерії дагестанського полку, і вже 30 травня вирушив на чолі 10-тисячного війська вгору по ущелині ріки Аксай. З військом був величезний обоз, котрий розтягнувся на кілька верст і потребував для прикриття майже половину загону. У перший день Граббе пройшов тільки 7 верст, а 31 числа після зливи, яка зіпсувала шлях та загальмувала рух маломобільного обозу, між горцями та загоном розпочалася безперервна стрілянина; ще через 12 верст загін змушений був зупинитися на безводній галявині. На наступний день чисельність горців виросла до кількох тисяч, дорога стала ще гіршою, вояки вже два дні були без води, налічувалися сотні поранених. Вночі 2 червня Граббе вирішив відступати тією ж дорогою, чеченці продовжували переслідувати обоз. 4 червня загін прибув у Герзель-аул, втрати на той час сягнули 60 офіцерів та 1700 нижчих чинів, також було втрачено частину артилерійського озброєння і майже всі продовольчі запаси. Разом з тим, дізнавшись, що Шаміль мав намір здійснити вторгнення в Аварію, Граббе вирушив у  Дагестан, відправивши у Темір-хан-Шуру найменш постраждалі батальйони та 8 гармат. Звідси повів загін далі — в Аварію і наприкінці червня прибув до аулу Цатаніх з 11 батальйонами, кіннотою та артилерією, звідки вирушив в поселення Ігалі, де планував розбудувати укріплену переправу і цим забезпечити контроль над двома берегами Андійського Койсу. Однак, жителі Ігалі, побачивши вороже військо, спалили свої житла і з муридами Шаміля влаштували засідку, Граббе атакував, і після бою, втративши 6 офіцерів та 231 нижчих чинів, зайняв поселення.  Безводна місцевість завадила Граббе утвердитися в Ігалі, тому 29 червня вночі його війська були знову відведені в Цатаніх. Тепер основні зусилля загону були спрямовані на будівництво біля зруйнованого аулу Ойсунгур Хунзахської фортеці і укріплення Курихської на Кумикському плоскогір’ї. Після невдалої Ічкеринської битви Граббе пішов у відставку з посади командуючого військами Північного Кавказу, залишившись у чині генерал-ад’ютанта.

### Угорський похід
До осені 1847 року Павло Христофорович жив у своєму маєтку «Тимчиха» с. Блотниця (Болотниця) Прилуцького повіту Полтавської губернії (Чернігівська обл., Талалаївський р-н, с. Грабщина) зі своєю родиною. В 1849 році Граббе знову повернувся до державної служби - його було призначено командуючим особливим загоном в північних комітатах Угорщини, для охорони Західної Галичини. Граббе вирушив зі своїм загоном у 1849 році i 5 червня досяг Альшо-Кубіна, звідки направив козацькі розвідницькі групи для пошуку повстанців. 10 червня Граббе з Нижньогородським піхотним полком i чотирма козацькими сотнями поновив пошук по берегам річки Арви, за наказом Граббе були знищені міцні кам'яні завали, складені угорцями, щоб перешкодити просуванню військ; під час цього походу Граббе були розбиті угорські загони при Сен-Мартіні і зайняті міста: Кремниця, Шемніц, Нейзоль та Альтзоль. 13 червня розпочав рух на Сен-Міклош і, не зустрівши на шляху ворога, Граббе повернувся в Альшо-Кубін 17 червня. Отримавши наказ наступати, Граббе знову виступив 20 червня з Альшо-Кубіна і прибув в Керсет, де в цей час перебував великий угорський загін; коли при наближенні загону ворог відступив, Граббе увійшов без бою в село Керсет. 5 червня Граббе виступив з Керсета і рушив з загоном в Балашшадьярмат, щоб переслідувати армію Гьоргея. 7 червня загін прибув в село Сухань. Дізнавшись, що російські війська вже у Балашшадьярматі, він повернувся в Альтзоль; затим, залишивши частину загону на місці, вирушив до Мішкольца, куди прибув 15 червня. Там Граббе отримав наказ від фельдмаршала виступити в Токай і там приєднати загін генерала Остен-Сакена. Виконуючи наказ, Граббе виступив 16 червня за вказаним напрямком і біля Гестеля зустрів усю армію Гьоргея. Після жорсткої сутички Граббе відступив; оскільки його супротивник мав перевагу у чисельності, відвів свої війська назад і розташував їх між селами Онга и Мішкольцем. Після цього Граббе отримав наказ йти на з’єднання з військами 4-го корпусу, внаслідок чого він привів свої війська ближче до Мішкольца і зупинився за рікою Шайо. Незважаючи на наказ  рухатися до села Ваше, Граббе не наважився цього зробити через загрозу оточення, і відступив до Путноку. 21 червня Граббе отримав донесення про поновлення  діяльності інсургентів в північних горських комітатах Угорщини — Ораві, Липтовому и Турці, і відповідно до наказу головнокомандуючого, вирушив з головними силами свого загону до Лошонца, куди прибув 26 червня. Підійшовши до Лошонца, Граббе зупинив свій загін і скерував окремі команди для отримання з жителів контрибуції. Населення у протест проти наказу Граббе почало підпалювати населений пункт з різних сторін. Незважаючи на усі застережні заходи, вжитті Граббе, Лошонц повністю згорів. 28 червня, продовжуючи похід, Граббе відступив в Альтзоль. Далі, утворивши невеликі команди, Граббе разіслав їх по найбільш небезпечним територіям щоб зупинити інсургентів і вирушив у Нейзоль. Коли 10 серпня було отримано наказ сприяти австрійським військам, Граббе виступив з Нейзоля щоб зайняти демаркаційну лінію по річці Грон, а 13 и 14 серпня військо було розміщене на квартирах за течією цієї річки. 23 серпня Граббе на чолі загону вирушив до фортеці Коморної, щоб взяти її в облогу. 15 вересня фортеця перейшла під контроль австрійців, а 19 вересня Граббе розпочав повернення на територію Російської імперії. За поход в Угорщину Граббе був 21 жовтня 1849 нагороджений золотою, прикрашеною алмазами шаблею з написом «За похід в Угорщину 1849 року».

### В рокиКримської війни
У 1853 році Граббе став членом Комітету Інвалідів та притягувався по відомій справі таємного радника Політковського про розтрату останнім комітетських грошей. По цій справі були притягнені всі члени комітету і причетні до нього особи. За рішенням суду Граббе був спочатку засуджений до тримісячного арешту за «довіру до шахрая та недбале ставлення до своїх обов'язків». Коли ж вирок був представлений на Височайшу конфірмацію, Імператор помилував Граббе і його було звинувачено лише в тому, «що, сумніваючись у правильності наявного порядку в комітеті, не повідомив про це, як генер[ал]-ад[ьютант] Мені, за що оголосити сувору догану і від подальшого стягнення звільнити». У 1854 році 20 березня був призначений головним начальником над військами в Кронштадті, а незабаром - командувачем військами, розташованими в Естляндії, отримавши 26 серпня 1856 р. нагороду за управління орден св. Володимира 1-го ступеня та 27 березня 1855 р. — чин генерала від кавалерії.

### Наказний отаманДонського козацького війська. Останні роки життя

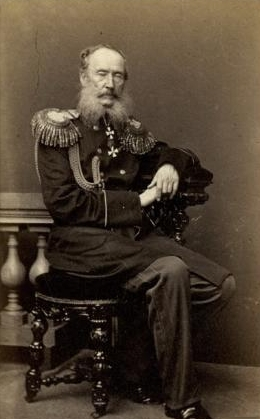
П. Х. Граббе, 1864—1865

У 1858 - 1862 рр. Павло Христофорович з невеликими перервами мешкав у своєму маєтку «Тимчиха» с. Блотниця (Болотниця) Прилуцького повіту Полтавської губернії (нині - Чернігівська обл., Талалаївський р-н, с. Грабщина) разом зі своїми дочками Ольгою і Катериною. 13 вересня 1862 року був призваний на високий військово-адміністративний пост: був призначений наказним отаманом Донського козацького війська на місце звільненого М. Р. Хомутова. Діяльність Граббе в краї найкраще характеризують слова, сказані ним кілька днів тому за вступ до виконання своїх обов'язків: «Я нікого не хочу обтяжувати: хто хоче в церкву — іди молись, хто хоче в театр — веселись. Кожен діє по душевному настрою. Ханжею я ніколи не був і не буду». У 1864 брав участь у командувані військами під час Краснополянської битви. У 1866 році Граббе залишив посаду наказного отамана,  8 вересня отримав орден Святого Андрія Первозванного, а 28 жовтня 1866 року - графський титул і був призначений членом Державної ради.

### Спадщина
Протягом всього життя (починаючи з 1805 року) Граббе вів щоденник і записки, що мають значний історичний інтерес. Учасник і очевидець кількох воєн 19 століття, він докладно описав ці події у записках, характеризуючи також багатьох їх впливових учасників. Записки демонструють неабияке художнє обдарування Граббе і його всебічну освіченість; він незмінно стежив за новинами літератури, науки і політики. На жаль, записки часто перериваються, іноді на кілька років. Так, з 1813 по 1830 рік записів зовсім не збереглося - вони зникли під час арешту Граббе в 1825 році. Починаючи з 1830-х років записки з перервами доведені до 1866 року. («Російський архів», 1873 р., 1888 р. і 1889 р.; є і окреме видання частини цих записок під заголовком «Із записок П. Х. Граббе» М., 1873 р.).
Павло Христофорович помер 15 липня 1875 року у своєму маєтку в с. Блотниця (Болотниця) Прилуцького повіту Полтавської губернії (нині Чернігівська обл., Талалаївський р-н, с. Грабщина).

## Нагороди
російські:
- Орден Святої Анни 3-го ст. на шпагу (1807)
- Хрест «За перемогу при Прейсіш-Ейлау» (1807)
- Орден Святого Георгія 4-го ст. (1812)
- Орден Святої Анни 2 ст. за відміну при Бородіно (1812)
- Орден Святого Володимира 4-го ст. з бантом за відміну при Тарутине (1812)
- Алмазні знаки до Ордена Святої Анни 2-го ст. (1813)
- Орден Святого Володимира 3-й ст. (07.01.1829)
- Золота шабля «За хоробрість» з алмазами (03.04.1830)
- Орден Святої Анни 1-го ст. (16.09.1831)
- Імператорська корона до Ордена Святої Анни 1-го ст. (1831)
- Орден Святого Георгія 3-й ст. (22.08.1831)
- Польський відзнаку «За військову гідність» 2-й ст. (1831)
- Табакерка, прикрашена діамантами з вензелем Імені Його Величності (1832)
- Орден Святого Володимира 2-й ст. (26.09.1834)
- Орден Білого Орла (1837)
- Орден Святого Олександра Невського за взяття Ахульго (05.09.1839)
- Алмазні знаки до Ордена Святого Олександра Невського (1842)
- Табакерка з портретом Його Величності (1849)
- Золота шабля, прикрашена діамантами, з написом «За похід в Угорщину 1849 року» (21.10.1849)
- Орден Святого Володимира 1-й ст. (26.08.1856)
- Орден Святого Андрія Первозванного (08.09.1863)
- Шведський Орден Меча 1-й ст. (1814)
- Турецький Нішан-Іфтіхар[en] 1-й ст. (1846)
- Портрет турецького султана, прикрашений діамантами (1849)
- Австрійський Орден Леопольда 1-й ст. (1850)

## Родина
Перша дружина (з 1825) — Віра Михайлівна Скоропадська (1801—1828), дочка полковника Михайла Яковича Скоропадського (1764—1810); племінниця дружини А. С. Хвостова. Померла через три роки після весілля; похована з 2-х місячним сином Миколою в Спасо-Андрониковом монастирі.
Друга дружина (з 1830) — Катерина Євстафіївна Ролле (розум. 1857), дочка бессарабського доктора медицини, з якої Граббе познайомився в Яссах. За словами сучасників, вона була мала ростом, черноволоса, смуглявенька, з рисами, що зустрічається на античних грецьких камеях. Відрізнялася дивацтвами і зраджувала чоловікові. 21 серпня 1857 року покінчила життя самогубством, вистріливши у себе з пістолета. Діти:
- Софія, дружина Івана Петровича Мосолова.
- Ольга померла в юному віці.
- Микола (1832—1896), генерал-лейтенант.
- Михайло (1834—1877), загинув при штурмі Карса.
- Олександр (1838—1863), загинув у бою з польськими повстанцями.
- Катерина (1839—1888), дружина барона Олександра Павла фон Фитингофа (1836 - 1896).
- Володимир (1843—1893), генерал-майор